# وليم روبنشتاين
وليم روبنشتاين (بالإنجليزية: William Rubinstein)‏ هو مؤرخ بريطاني، ولد في 12 أغسطس 1946.